# Frank Weston Benson

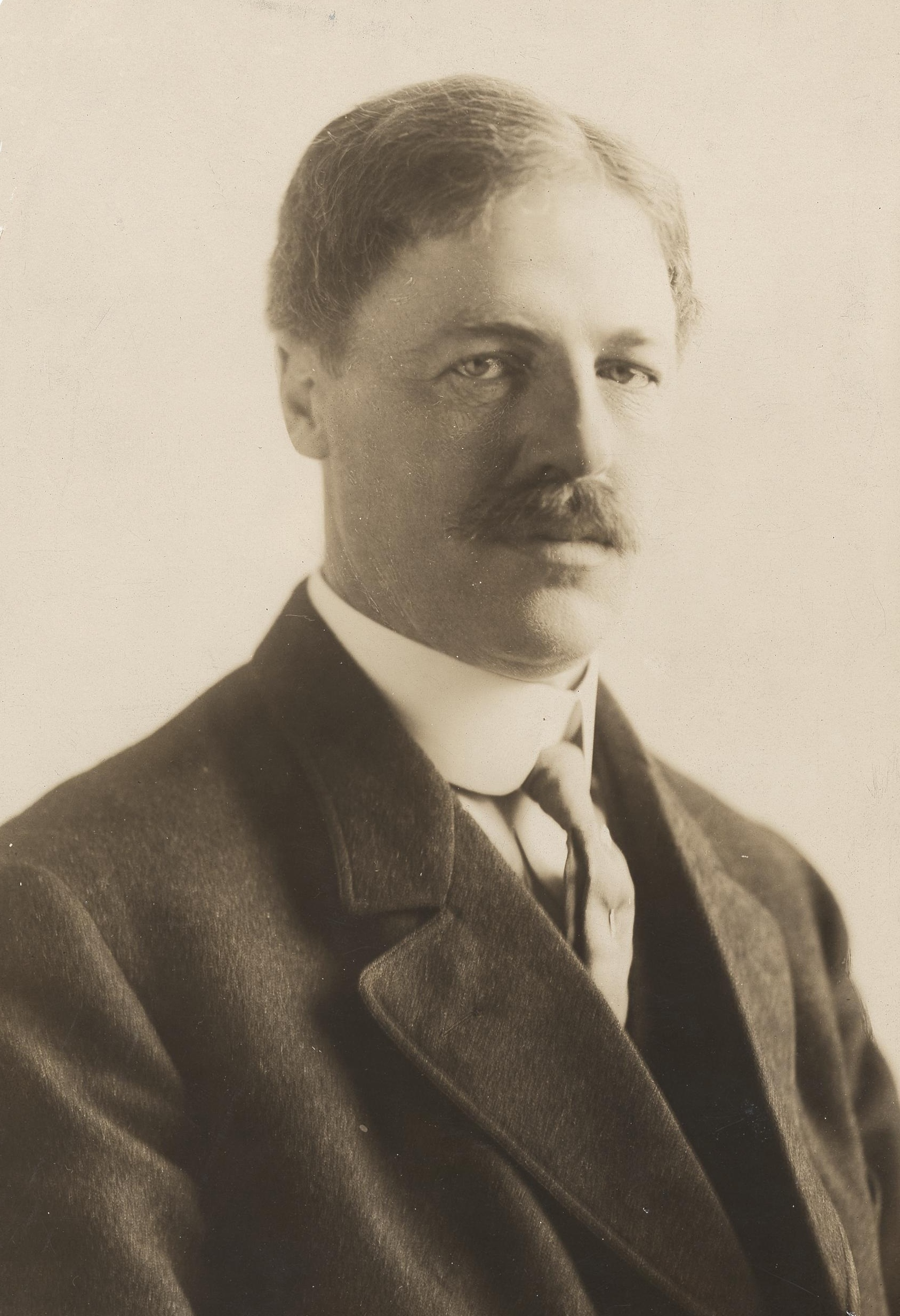
Portret van Frank Weston Benson, ca. 1895, Archives of American Art

Frank Weston Benson, meestal aangehaald als Frank W. Benson, (Salem, Massachusetts, 24 maart 1862 – aldaar, 15 november 1951) was een Amerikaans kunstschilder. Hij wordt vooral gerekend tot het impressionisme.

## Leven en werk
Benson werd geboren in een welgestelde familie van katoenhandelaren. Hij was de broer van John Prentiss Benson, die ook kunstschilder zou worden.
In 1880 begon Benson een studie aan de School of the Museum of Fine Arts te Boston, waar hij bevriend raakte met Robert Reid en Edmund Charles Tarbell. In 1883 ging hij samen met Tarbell naar Parijs om te studeren aan de Académie Julian, onder Jules-Joseph Lefebvre, William Turner Dannat en Gustave Boulanger. In Parijs kwam hij onder de indruk van de Franse impressionisten, maar hij werd ook beïnvloed door het werk van Johannes Vermeer.
Terug in Amerika ging Benson doceren aan de School of the Museum of Fine Arts te Boston, waar hij eerder zelf student was. Later werd hij er directeur. In 1897 behoorde hij tot de oprichters van de Ten American Painters. Later behoorde hij ook tot de stichters van de American Academy of Arts and Letters en de The Guild of Boston Artists.
Benson werd vooral bekend door zijn impressionistische schilderijen, vaak in waterverf, maar hij maakte ook veel realistische werken. In het begin van zijn carrière schilderde hij vooral portretten, later maakte hij ook veel landschappen. Tot zijn bekendste werken behoren Eleanor (Museum of Fine Arts, Boston) en Summer (Rhode Island School of Design Museum), waarop zijn dochters zijn te zien. Benson maakte ook een aantal fresco’s voor de Library of Congress in Washington.

## Galerij

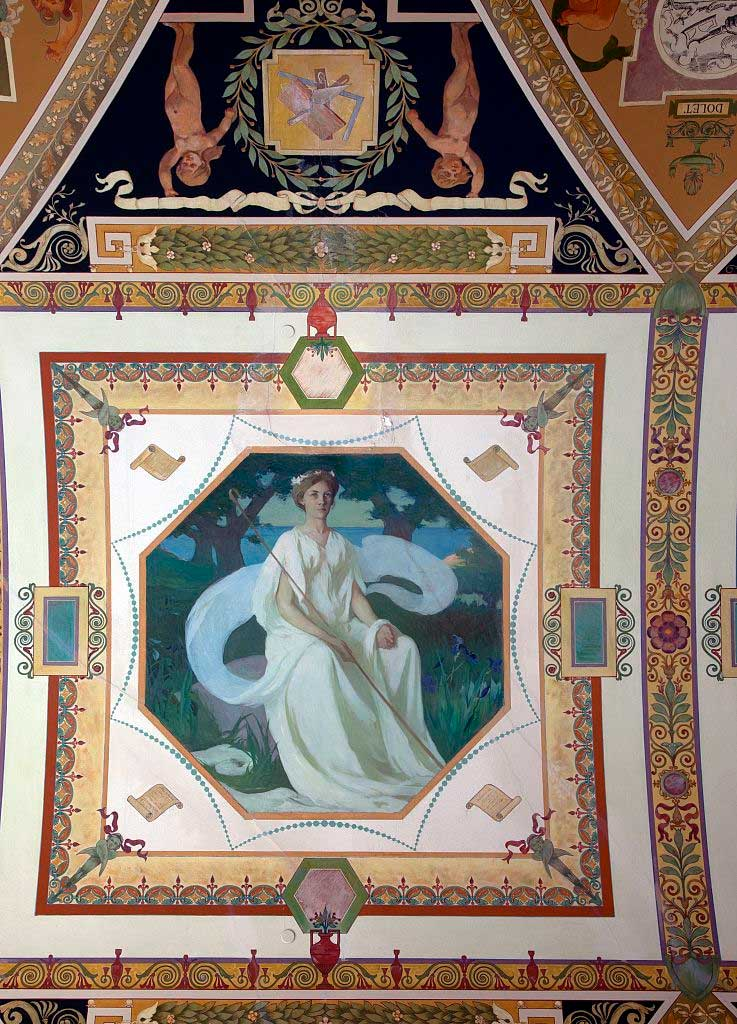
Aglaia, 1896, fresco in Library of Congress, Washington
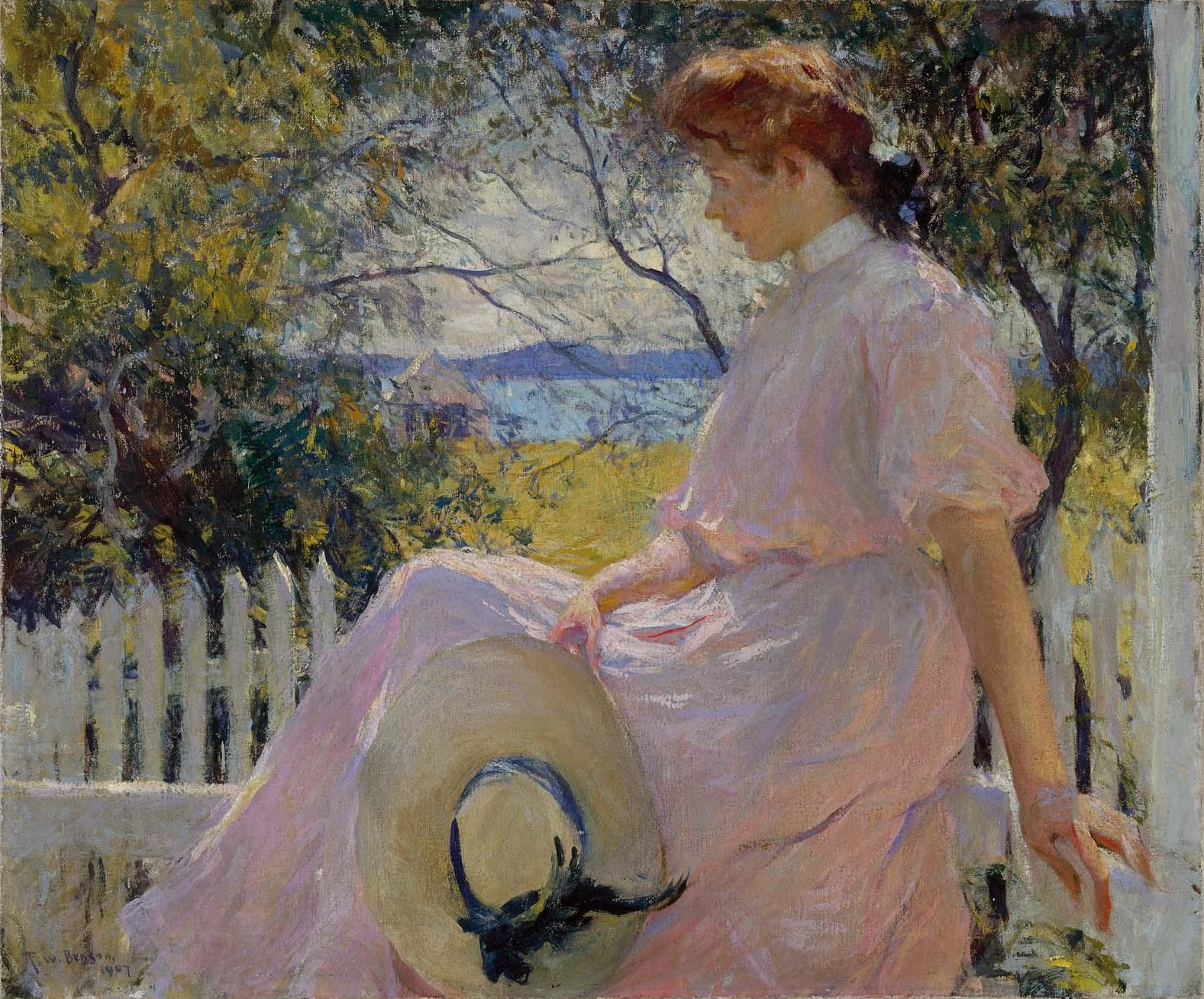
Eleanor, 1907, Museum of Fine Arts, Boston
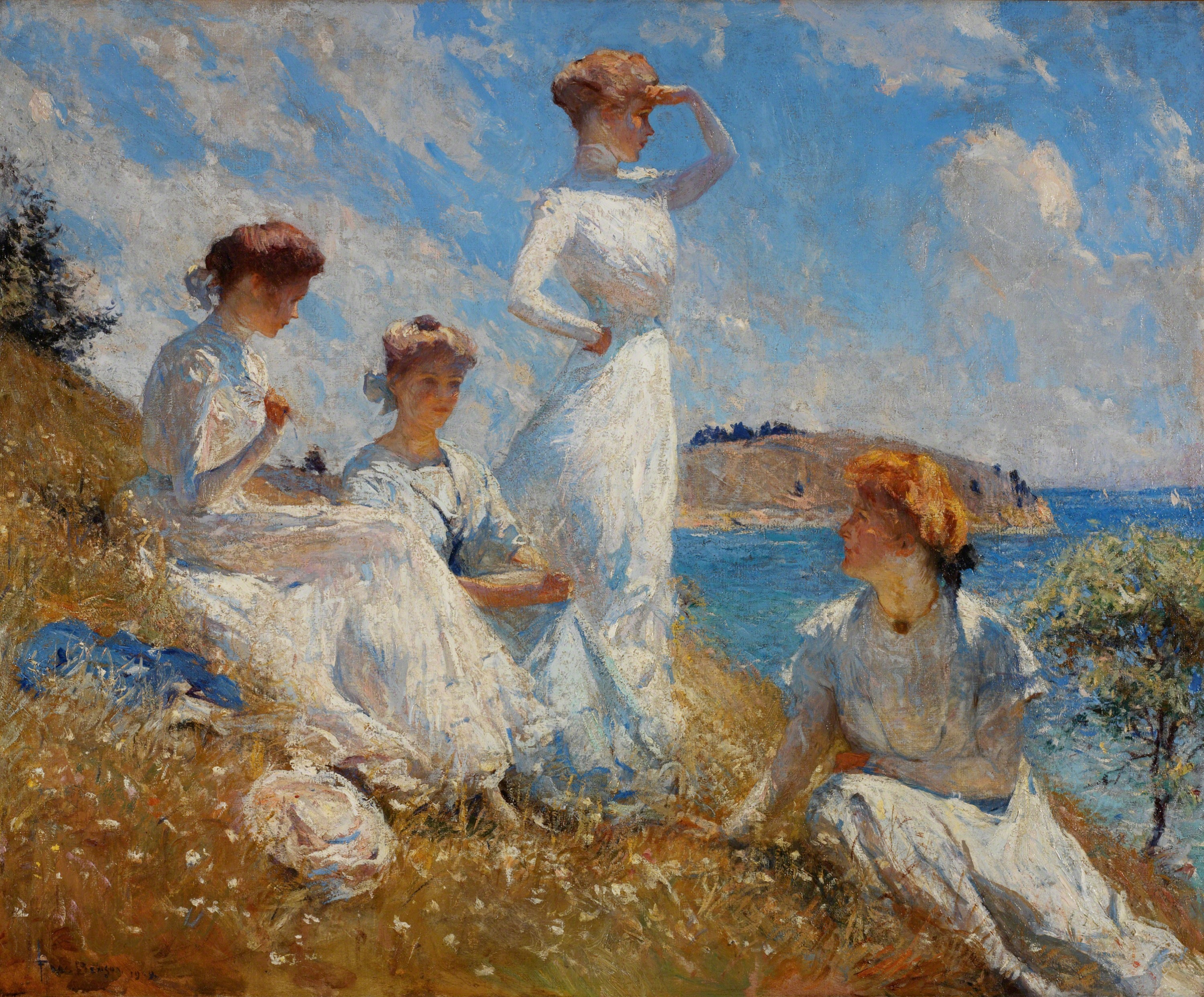
Summer, 1909, Rhode Island School of Design Museum
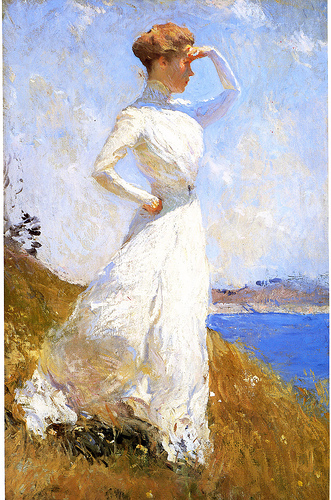
Summer, 1909 (detail)
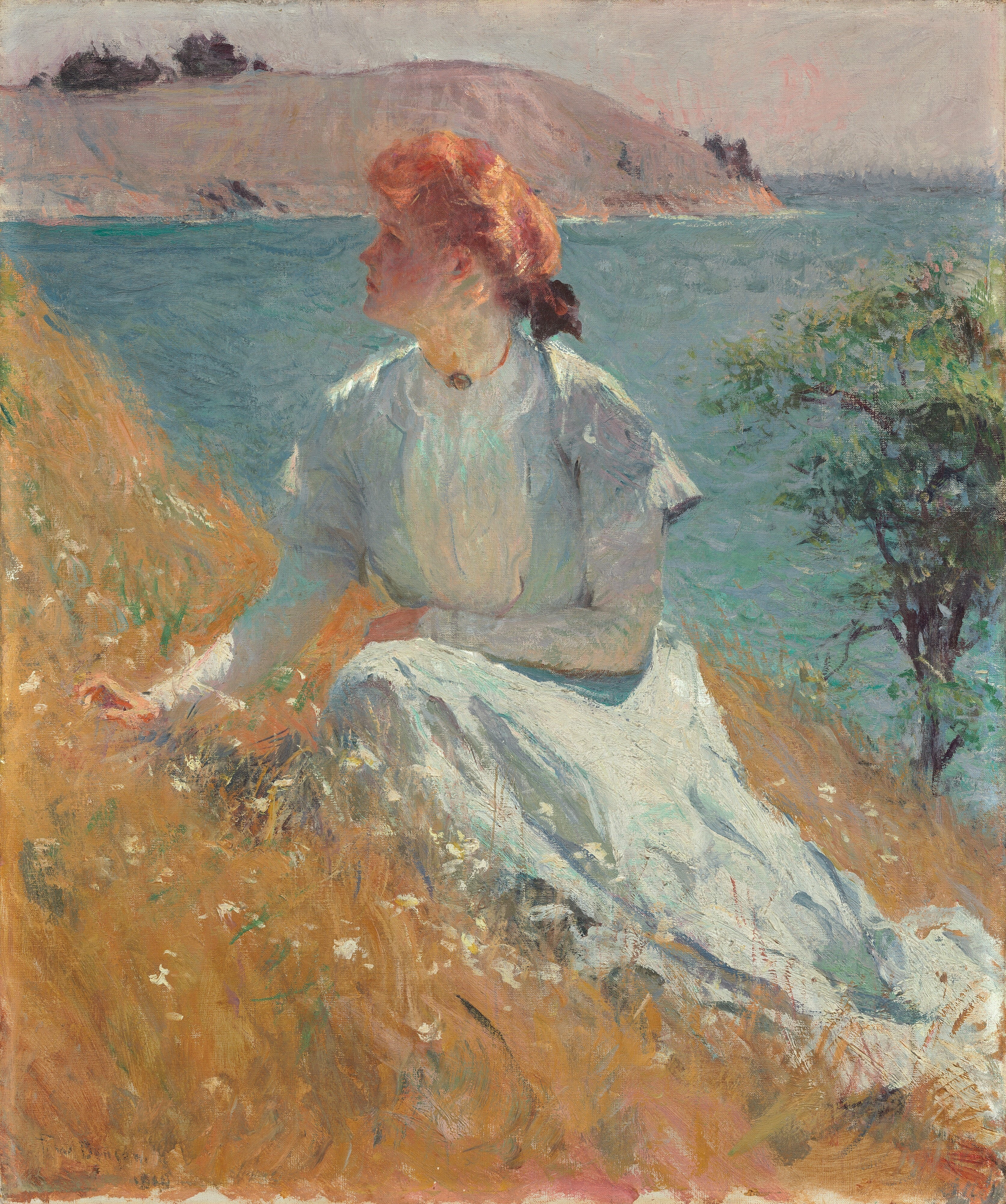
Portret van Margaret Gretchen Strong, 1909, National Gallery of Art, Washington
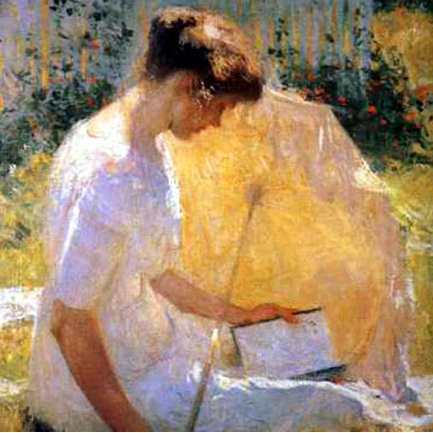
The Reader, ca. 1910
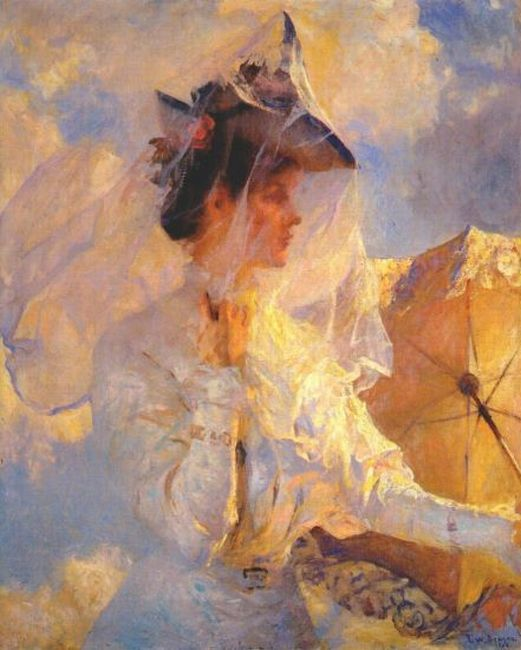
Against the Sky, ca. 1912
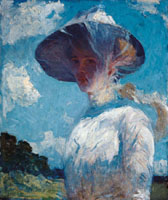
Study for Young Girl with a Veil, 1912
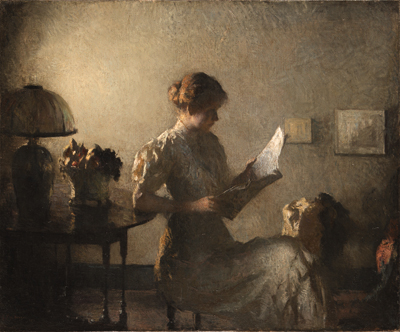
The Grey Room, 1913
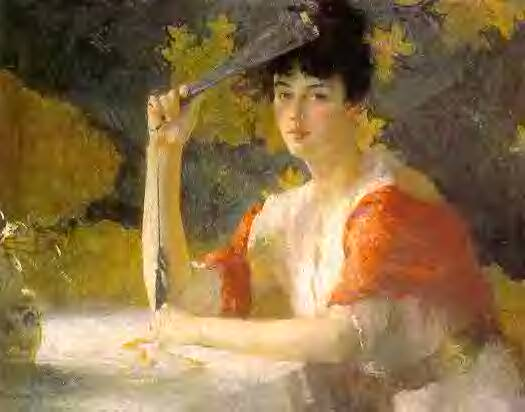
Red and Gold, 1915